# Neuroléptico

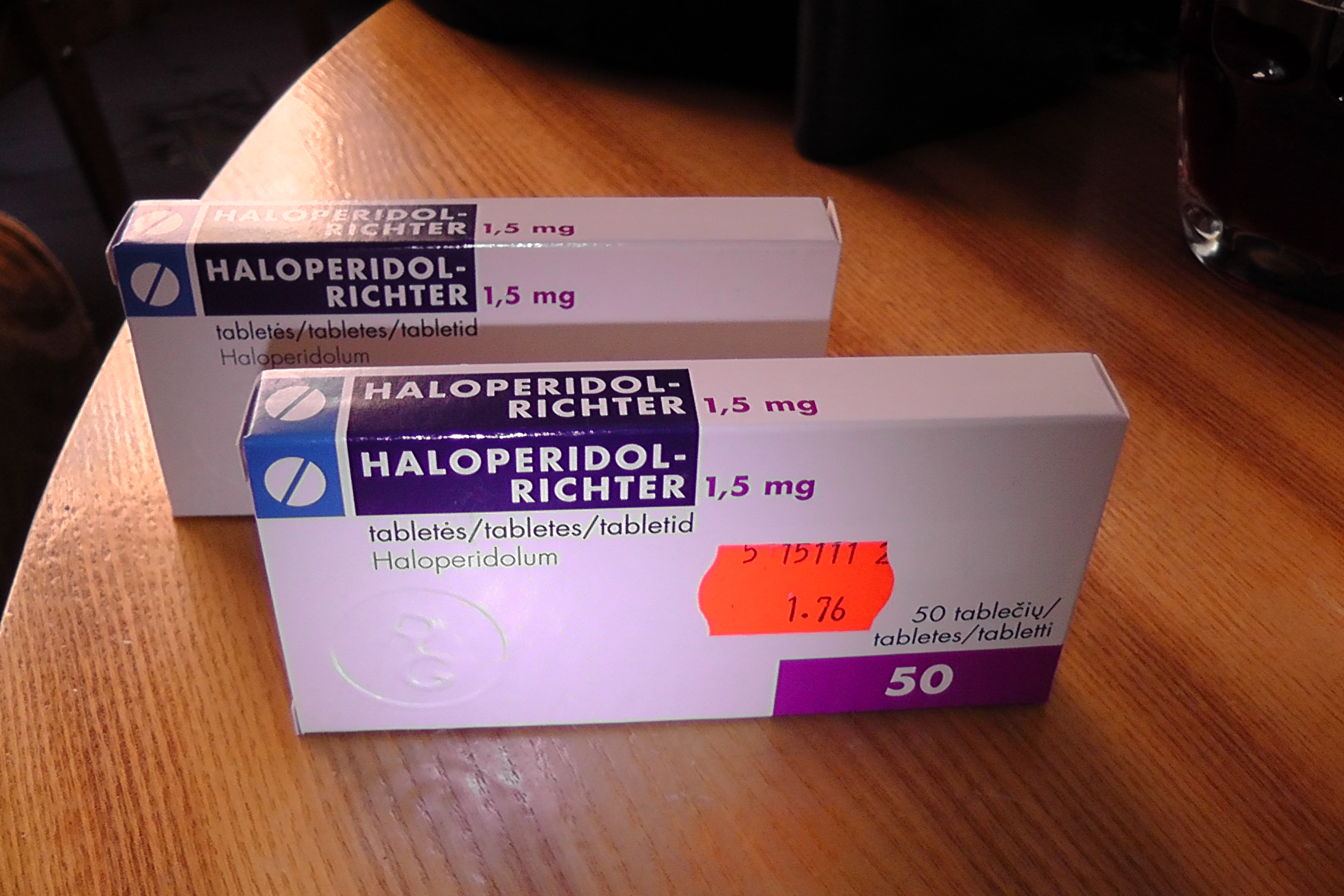
El haloperidol es un antipsicótico

Un neuroléptico o antipsicótico es un fármaco psicotrópico que comúnmente, aunque no exclusivamente, se usa para el tratamiento de las psicosis. Los neurolépticos ejercen modificaciones fundamentalmente en el cerebro y están indicados especialmente en casos de esquizofrenia para, por ejemplo, hacer desaparecer las alucinaciones y en trastornos bipolares para tratar episodios maníacos, con o sin síntomas psicóticos. También se utilizan en el tratamiento de la psicosis inducida por el uso de drogas. 
Además se utilizan en el tratamiento de otras enfermedades muy distintas como depresión, lesiones cerebrales, o enfermedades en las que aparecen agresividad como demencias o síndromes confusionales agudos. 
Independientemente de su acción antipsicótica se utilizan en enfermedades como la corea de Huntington o el Síndrome de Tourette. Por otro lado, los que tienen efecto antihistamínico potente se emplean como antieméticos para pacientes en tratamiento con quimioterapia.
Se han desarrollado varias generaciones de neurolépticos, la primera la de los antipsicóticos típicos, descubiertos en la década de 1950. La segunda generación constituye un grupo de antipsicóticos atípicos, de descubrimiento más reciente y de mayor uso en la actualidad. Ambos tipos de medicamentos, bloquean los receptores de la vía de dopamina en el cerebro. Algunos efectos adversos incluyen la resistencia a la insulina, hiperglucemia, hiperlipidemia, apetito incrementado, aumento de peso, agranulocitosis (solo se ha descrito en Clozapina), discinesia tardía , acatisia, sedación, hipotensión o enlentecimiento de la conducción cardíaca.

## Origen
En el argot psiquiátrico, los antipsicóticos, también llamados antipsicóticos clásicos, típicos o tranquilizantes mayores, se identifican bajo el término de neurolépticos, del griego neuro, "nervio", y lepto, "ligero".
Su descubrimiento fue accidental. El químico francés Paul Charpentier fue el primero en sintetizar la Clorpromazina, considerada el primer neuroléptico de la historia, en los laboratorios de la compañía francesa Rhône-Poulenc, Charpentier, cuyo trabajo consistía en sintetizar nuevos fármacos antimaláricos a partir de la fenotiazida. Los esfuerzos de Charpentier no dieron buenos frutos, ya que lo único que se consiguió sintetizar fueron fármacos con una débil acción antimalárica. No obstante, esos estudios no fueron del todo en vano, ya que se descubrió que tenían efecto antihistamínico. El doctor francés Henri Laborit realizaba estudios con sustancias que pudiesen antagonizar los síntomas del estado de choque durante sus intervenciones quirúrgicas, cuando comenzó sus investigaciones con antihistamínicos, uno de los cuales era, la Clorpromacina, un fármaco capaz de producir cierta somnolencia y disminuir las reacciones ante estímulos ambientales sin ocasionar la pérdida total de la conciencia.
Se suele decir que su descubrimiento fue accidental. Sin embargo, esta afirmación ignora el estado de la ciencia en los años 40 y 50 del siglo XX y la forma de investigar los efectos de los medicamentos que se estaban sintetizando en aquellas fechas. En realidad, los primeros usos de estas sustancias están documentados en las investigaciones con animales de la doctora Anne Vikovsky. Sin embargo, deberíamos decir que el descubrimiento de su acción antipsicótica fue resultado de la observación detallada de sus efectos en pacientes no psiquiátricos (Henri Laborit) y de su ensayo posterior en pacientes psicóticos por los psiquiatras franceses Jean Delay y Pierre Deniker.
En 1952 Jean Delay y Pierre Deniker, dos de los psiquiatras más reconocidos de su época, comenzaron a ensayar la clorpromazina, administrándola a algunos de sus pacientes. Los resultados fueron calificados como extraordinarios, por el impacto en psiquiatría, y en especial respecto al tratamiento de la esquizofrenia. Pudieron observar la disminución de la agitación en los pacientes ingresados en hospitales de salud mental en Francia en la época de 1950-1960, apreciando cómo los pacientes dejaban de necesitar cadenas de contención al serles administrado este fármaco. También observaron que se podían reducir los síntomas positivos de la esquizofrenia si se administraban dosis 5-6 veces superiores a la dosis que Laboritz lo administraba para producir sedación en sus intervenciones, por lo que se consideró todo un hito en la historia de la psiquiatría dándolo a conocer al resto de la comunidad científica. Esto redujo notoriamente el número de pacientes que requerían hospitalización en instituciones mentales. En 1958 Janssen descubrió las propiedades antipsicóticas del haloperidol y a partir de entonces siguieron explorándose los usos antipsicóticos de otras sustancias similares.
En las décadas posteriores se sintetizaron numerosos compuestos antipsicóticos con eficacia equivalente y con pocas diferencias en su toxicidad. No fue sino hasta los años 1990 cuando se consigue reunir un grupo de fármacos llamados antipsicóticos "atípicos" con ciertas ventajas sobre los anteriores (eficacia en signos negativos de la esquizofrenia y mejor perfil de reacciones adversas). Estos fármacos son los más utilizados en la actualidad en los países desarrollados.
El descubrimiento de los beneficios del litio resultó ser una combinación de una hipótesis incorrecta y extremadamente buena fortuna en la selección de una dosificación correcta. Aunque la clorpromazina se usa en el presente ocasionalmente, junto con la reserpina, son drogas que han sido suplantadas por agentes más recientes.

## Farmacología

### Clasificación

#### Clasificación clínico-farmacológica
Antipsicóticos típicos (clásicos)
- Su acción antipsicótica se ejerce al bloquear los receptores dopaminérgicos D2.
- Además, bloquean un gran número de receptores: serotonérgicos, α1 adrenérgicos, muscarínicos e histaminérgicos. Este bloqueo explica parte de los efectos secundarios de estos fármacos.
- Son eficaces sobre los síntomas positivos de la esquizofrenia.
- Tienen muchos efectos adversos, sobre todo extrapiramidales. Esto se debe a que los antipsicóticos clásicos bloquean los receptores dopaminérgicos de la vía mesolímbica (involucrado con los síntomas positivos), nigroestriatal (responsable de los síntomas extrapiramidales), mesocortical (responsable de los síntomas negativos como abulia y depresión) y tuberoinfundibular (responsable de la hiperprolactinemia).

Antipsicóticos atípicos (nuevos)
- Su acción antipsicótica se ejerce por el antagonismo selectivo de los receptores dopaminérgicos D2 de la vía mesolímbica, y también por el antagonismo de los receptores 5-HT2A de serotonina.[1]
- Algunos de ellos también tienen la capacidad de actuar como agonista de los receptores 5-HT1A de la serotonina, lo que permite inhibir la liberación de dopamina y conseguir mayor efecto antipsicótico con menos dosis de fármaco, no obstante los fármacos con efecto agonista del receptor de serotonina son muy pocos, como por ejemplo: Aripiprazol y brexiprazol.[1][5]
- Dentro de este grupo se incluyen fármacos con menor afinidad por el receptor D2 de dopamina pero si mayor bloqueo de los receptores D4 de la dopamina como clozapina o por ejemplo pimavanserina, que carece de afinidad por los receptores de dopamina, pero es un agonista parcial del receptor 5-HT2A.[5][6]
- Presentan un espectro de eficacia mayor, incluyendo los síntomas negativos y positivos.
- Ocasionan menos efectos adversos incluyendo una baja incidencia de efectos extrapiramidales, además de una mínima afectación de la prolactina y otras hormonas, debido a que tienen selectividad por los receptores dopaminergicos en la vía mesolímbica con muy poca afectación del resto de vías.

#### Clasificación química
En función de su estructura química, hay antipsicóticos:
Típicos (clásicos)
- Fenotiazinas: Las hay de tres tipos distintos:
  - Alifáticas. Ej: Clorpromazina, Levomepromazina, Trifluoroperazina*, Tioridazina.
  - Piperidínicas: Son las fenotiacinas menos potentes. Ej: Periciazina, Pipotiazina*, Pimozida.
  - Piperazínicas: Contienen un –OH, son muy lipofílicas, tienen mayor potencia. Ej: Trifluoperazina*, Flufenazina, Perfenazina, Tioproperazina.
- Butirofenonas. Ej: haloperidol: Poca actividad adrenérgica o muscarínica. Su presentación farmacéutica es de liberación lenta y Droperidol.
- Tioxantenos. Ej: Tiotixeno*, Flupentixol, Clorprotixeno*, Zuclopentixol.

Atípicos (nuevos)
- Derivados o relacionados con la benzodiazepina: Pocos efectos extrapiramidales, su acción es antagónica; predominantemente sobre los receptores 5HT2. Ej.: clozapina, olanzapina, quetiapina, asenapina, loxapina.
- Bencisoxazoles: Producen mínima sedación y tienen bajo riesgo de efectos extrapiramidales. Ej.: risperidona.
- Benzamidas: sulpirida, tiaprida, amisulprida y veraliprida*.
- Indoles: sertindol, ziprasidona, lurasidona#.
- Otros: aripiprazol, paliperidona, clotiapina, iloperidona*, pimavanserina#, brexiprazol#, cariprazina#.

* señala aquellos fármacos no comercializados en España.
# señala los fármacos que serán aprobados próximamente por la Agencia Española del Medicamento.

### Mecanismo de acción
Los antipsicóticos realizan su acción principalmente mediante la siguiente forma:
Antipsicóticos típicos:
- Bloqueo preferente de los receptores dopaminérgicos D2 en la vía mesolímbica, que explica su eficacia en los signos positivos de la esquizofrenia.
- Bloqueo de los receptores dopaminérgicos D2 en la vía mesocortical y tuberoinfundibular, que explica reacciones adversas extrapiramidales y las relacionadas con la hiperprolactinemia.
- Bloqueo de otros muchos receptores cerebrales (adrenérgicos, colinérgicos, histaminérgicos, serotoninérgicos) relacionado con otros efectos secundarios como la sedación, hipotensión, aumento de peso, etc…

Antipsicóticos atípicos:
- Bloqueo específico de los receptores dopaminérgicos en el sistema mesolímbico, asociado a su eficacia en los signos positivos de la esquizofrenia, al igual que los antipsicóticos típicos.
- Bloqueo de los receptores de serotonina 5-HT2A en la corteza frontal. Este bloqueo conduciría a un aumento de la transmisión dopaminérgica en esta área cerebral, que se asocia con la mejoría de los signos negativos de la esquizofrenia

### Metabolismo
En general el metabolismo de estos fármacos se realiza en el hígado, por la vía del citocromo P450, por lo que habrá que ajustar las dosis en pacientes con insuficiencia  hepática. Otro factor a tener en cuenta es el tabaco, que aumenta los niveles de CYP-2D6, enzima del citocromo P450, por lo que habrá que incrementar la dosis en los pacientes fumadores tratados con antipsicóticos que se eliminan por esta vía.
Particularidades:
- Antipsicóticos típicos: La loxapina, es el antipsicótico con mayor biodisponibilidad oral que se conoce, casi del 100% llegando a no tener prácticamente un metabolismo de primer paso relevante, mientras que el Haloperidol verá reducida su concentración al 60%.  El tiempo medio de eliminación es entre 20 y 40 horas, por lo que se pueden administrar una vez al día y se mantendrán unos niveles séricos relativamente estables.
- Antipsicótico atípicos: Paliperidona, solo se metaboliza en el hígado un 20% del fármaco, excretándose este por los riñones sin metabolizar. Quetiapina y Ziprasidona son los antipsicóticos atípicos que más rápidamente se metabolizan, por lo que normalmente requieren una administración de varias veces al día, Aripiprazol y Brexpiprazol destacan por su vida media prolongada, mayor de 24 horas.

| ANTIPSICÓTICOS TÍPICOS  | Receptores                 | Receptores                                     | Receptores   | Metabolismo y eliminación       | Acción | Acción    |
|                         | Dopaminérgicos             | Serotonérgicos                                 | Adrenérgicos |                                 | Rápida | Retardada |
| Clorpromazina           | D2                         | 5-HT2A                                         | a1 ++        | CYP2D6                          | Si     | -         |
| Flufenazina             | D2                         | 5-HT2A                                         | a1           | CYP2D6                          | Si     | Si        |
| Haloperidol             | D2 ++, D4                  | 5-HT2A (débil)                                 | a1           | CYP2D6; CYP3A4                  | Si     | Si        |
| Loxapina                | D2, D4                     | 5-HT2A++                                       | a1 (débil)   | CYP2D6; CYP3A4; CYP1A2          | Si     | -         |
| Perfenazida             | D2                         | 5-HT2A                                         | a1           | CYP2D6; CYP3A4                  | -      | -         |
| Periciazina             |                            |                                                |              |                                 | -      | -         |
| Pimozida                | D2                         | 5-HT2A                                         | -            | CYP2D6; CYP3A4; CYP1A2          | -      | -         |
| Tioridazina             | D2++                       | 5-HT2A (débil)                                 | a1 ++        | CYP2D6                          | -      | -         |
| Tiotixeno               | D2, D4                     | 5-HT2A (débil)                                 | a1           | CYP1A2                          | -      | -         |
|                         |                            |                                                |              |                                 |        |           |
|                         |                            |                                                |              |                                 |        |           |
| ANTIPSICÓTICOS ATÍPICOS | Receptores                 | Receptores                                     | Receptores   |                                 | Acción | Acción    |
|                         | Dopaminérgicos             | Serotonérgicos                                 | Adrenérgicos | Metabolismo y eliminación       | Rápida | Retardada |
| Aripiprazol             | D2 (agonista parcial), D3  | 5-HT2A, 5-HT1A, 5-HT2C, 5-HT6, 5-HT7           | a1 débil     | CYP2D6; CYP3A4                  | -      | Si        |
| Asenapida               | D2                         | 5-HT2A, 5-HT1A, 5-HT2C                         | a1+++        | CYP1A2                          | Si     | -         |
| Brexiprazol             | D2 (agonista parcial), D3  | 5-HT2A, 5-HT1A, 5-HT2C, 5-HT6, 5-HT7           | -            | CYP2D6; CYP3A4                  | -      | Si        |
| Cariprazina             | D2 y D3 (agonista parcial) | -                                              | -            | CYP3A4                          | -      | -         |
| Clozapina               | D4++, D2                   | 5-HT2A, 5-HT2C, 5-HT6, 5-HT7                   | a1           | CYP1A2                          | -      | Si        |
| Iloperidona             | D1                         | 5-HT2A+++                                      | a1           | CYP2D6                          | -      | -         |
| Lurasidona              | D2                         | 5-HT7+, 5-HT2A, 5-HT1A                         | -            | CYP3A4                          | -      | -         |
| Olanzapina              | D2                         | 5-HT2A, 5-HT2C, 5-HT6                          | a1           | CYP1A2                          | Si     | Si        |
| Paliperidona            | D2                         | 5-HT2A, 5-HT1A                                 | a1           | Excreción renal sin metabolizar | -      | Si        |
| Pimavanserina           | -                          | 5-HT2A                                         | -            | CYP3A4; CYP3A5                  | -      | -         |
| Quetiapina              | D2 débil                   | 5-HT2A                                         | a1           | CYP3A4                          | -      | Si        |
| Risperidona             | D2+++, D4                  | 5-HT2A ++++                                    | a1           | CYP2D6                          | Si     | Si        |
| Sertindol               | D2++                       | 5-HT2A ++                                      | -            | -                               | -      | -         |
| Sulpirida               | D2, D1++, D4               | 5-HT2A+++                                      | a1           | -                               | -      | -         |
| Ziprasidona             | D2+++, D3,D4               | 5-HT2A++, 5-HT1A, 5-HT1D, 5-HT2C, 5-HT6, 5-HT7 | a1           | CYP3A4                          | Si     | -         |

### Mecanismo de acción y formas de empleo
Los neurolépticos pueden administrarse por vía oral, sublingual, intramuscular o endovenosa según sea el caso y el producto comercial. Al llegar al cerebro ocupan los receptores del neurotransmisor conocido como dopamina (receptores dopaminérgicos D2) y en algunos casos los receptores serotoninérgicos 5HT2A. (Actúan como antagonistas bloqueando sus efectos y producen un estado de tranquilidad e indiferencia inmediatas; es por esto que en 1952 el primer científico en experimentar con ellos los calificó de auténticos "lobotomizadores químicos".

#### Formas de administración
Antipsicóticos típicos:
- La vía de administración preferente es la vía oral, se recomienda su administración una vez al día antes de acostarse para paliar uno de los principales efectos secundarios de estos fármacos que es la somnolencia.
- Antipsicóticos de alta potencia, por lo tanto, necesitaremos una dosis de administración más baja como por ejemplo, el haloperidol, flufenazina o loxapina.
- Antipsicóticos de baja potencia, se necesitan dosis más altas para hacer el mismo efecto, como lo sería la Clorpromazina.

- Ambos tipos tienen efectos secundarios relevantes, pero no obstante los de baja potencia tienen menor cantidad de efectos extrapiramidales que los de mayor potencia, por otro lado, los fármacos de baja potencia tienen una mayor interacción con receptores diferentes a los dopaminérgicos, como los histamínicos y adrenérgicos α1, por lo que el número de efectos secundarios a excepción de los efectos extrapiramidales es mayor.

Antipsicóticos atípicos:
- También se prefiere la administración oral de estos fármacos, no obstante, la forma inyectable vía intramuscular también es muy utilizada, tanto en formulaciones de liberación rápida como prolongada.
- Los antipsicóticos que requieren menos dosis al día son: Brexpiprazol, Cariprazina o Risperidona.
- Por otro lado los antipsicóticos atípicos que más dosis requieren son quetiapina y clozapina.

| ANTIPSICÓTICOS TÍPICOS  | Formas de administración        | Formas de administración | Formas de administración | Formas de administración | Formas de administración | Formas de administración |
|                         | Vía oral (capsulas/comprimidos) | Solución oral (gotas)    | Inyectable IM            | Vía IV                   | Vía subcutánea           | Vía inhalatoria          |
| Clorpromazina           | +                               | +                        | +                        | +                        | -                        | -                        |
| Droperidol              | -                               | -                        | -                        | +                        | -                        | -                        |
| Flufenazina             | -                               | -                        | +                        | -                        | +                        | -                        |
| Haloperidol             | +                               | +                        | +                        | +                        | -                        | -                        |
| Levomepromazina         | +                               | +                        | +                        | -                        | -                        | -                        |
| Loxapina                | -                               | -                        | -                        | -                        | -                        | +                        |
| Periciazina             | +                               | +                        | -                        | -                        | -                        | -                        |
| Pimozida                | +                               | -                        | -                        | -                        | -                        | -                        |
| Pipotiazina             | -                               | -                        | +                        | -                        | -                        | -                        |
| Zuclopentixol           | +                               | +                        | +                        | -                        | -                        | -                        |
|                         |                                 |                          |                          |                          |                          |                          |
| ANTIPSICÓTICOS ATIPICOS | Formas de administración        | Formas de administración | Formas de administración | Formas de administración | Formas de administración | Formas de administración |
|                         | Vía oral (capsulas/comprimidos) | Solución oral (gotas)    | Inyección IM             | Solución IV              | Vía subcutánea           | Vía inhalatoria          |
| Aripiprazol             | +                               | +                        | +                        | -                        | -                        | -                        |
| Clotiapina              | +                               | -                        | -                        | -                        | -                        | -                        |
| Olanzapina              | +                               | -                        | +                        | -                        | -                        | -                        |
| Quetiapina              | +                               | -                        | -                        | -                        | -                        | -                        |
| Risperidona             | +                               | +                        | -                        | -                        | -                        | -                        |
| Sertindol               | +                               | -                        | -                        | -                        | -                        | -                        |
| Sulpirida               | +                               | -                        | +                        | -                        | -                        | -                        |
| Tiaprida                | +                               | -                        | +                        | +                        | -                        | -                        |

La mayor parte de los neurolépticos son fuertes bloqueadores de los receptores post-sinápticos D2 del sistema nervioso central, especialmente en el sistema frontal-mesolímbico. También se ha descubierto una densidad aumentada de receptores de dopamina en exámenes post mortem del cerebro de pacientes esquizofrénicos, estudios poco concluyentes al estar realizados estos en pacientes que estaban bajo tratamiento con neurolépticos, dado que los neurolépticos aumentan los niveles de dopamina no es posible diferencias si la etiología es debida a este aumento, no obstante, estudios posteriores en sujetos vivos no sometidos a tratamiento antipsicótico pero con esquizofrenia mostraron también niveles elevados de dopamina. Por ello se ha estipulado que la esquizofrenia puede ser causada por una excesiva actividad dopaminérgica. Adicionalmente, hay medicamentos que, como el levodopa y las anfetaminas, agravan la esquizofrenia o producen nuevas psicosis en algunos pacientes.
Sin embargo, existen otras posibilidades, pues no todos los antipsicóticos son completamente eficaces en el tratamiento de la esquizofrenia, y en algunos pacientes no tienen ningún efecto terapéutico. Se ha notado también que algunos de los más recientes fármacos tienen una débil asociación con los receptores D2 y, sin embargo, son más efectivos que aquellos que son más afines por el receptor, estos fármacos son a día de hoy: Lurasidona, Pimavanserina, Aripiprazol y Brexiprazol.

### Efectos secundarios
En algunos de estos productos se ha constatado el crecimiento de los senos,  especialmente en jóvenes varones en edad de crecimiento, resultado del incremento de prolactina en sangre. Un trastorno conocido como ginecomastia. 
| ANTIPSICÓTICOS TÍPICOS  | Efectos adversos | Efectos adversos | Efectos adversos      | Efectos adversos | Efectos adversos | Efectos adversos | Efectos adversos |
|                         | Extrapiramidales | Sedación         | Aumento de prolactina | Anticolinérgicos | Sd metabólico    | Prolongación Qt  | Observaciones |
| Clorpromazina           | ++               | +++              | ++                    | +++              | +++              | +                | Alto riesgo de aspiraciones en ancianos |
| Clorprotixeno           | +++              | ++               |                       | ++               |                  |                  | |
| Droperidol              | +++              | ++               | ++                    | -                | +                | -                | |
| Flufenazina             | +++              | +                | +++                   | +                | +                | -                | |
| Haloperidol             | +++              | ++               | ++                    | -                | +                | +                | Evitar en el tratamiento del delirium tremens, y si patología epiléptica |
| Loxapina                | ++               | ++               | ++                    | +                | +                | +                | |
| Perfenazida             | ++               | ++               | ++                    | +                | +                | -                | |
| Pimozida                | +++              | +                | ++                    | +                | +                | ++               | |
| Tioridazina             | ++               | +++              | ++                    | +++              | ++               | +++              | En 2005 fue retirada del mercado en todo el mundo por aumento de arritmias.                                                                                                   |
| Tiotixeno               | +++              | ++               | ++                    | ++               | +                | +                | |
| Trifluoperazina         | +++              | +                | ++                    | +                | +                |                  | |
|                         |                  |                  |                       |                  |                  |                  | |
| ANTIPSICÓTICOS ATÍPICOS | Efectos adversos | Efectos adversos | Efectos adversos      | Efectos adversos | Efectos adversos | Efectos adversos | Efectos adversos |
|                         | Extrapiramidales | Sedación         | Aumento de prolactina | Anticolinérgicos | Sd metabólico    | Prolongación Qt  | Observaciones |
| Aripiprazol             | +                | +                | -                     | -                | +                | -                | |
| Amisulpirida            | +                | -                | +++                   | -                | +                | +                | |
| Asenapida               | +                | +                | +                     | -                | +                | +                | |
| Brexiprazol             | +                | +                | +                     | +                | +                | +                | |
| Cariprazina             | ++               | +                | +                     | +                | +                | +                | |
| Clotiapina              |                  |                  |                       |                  |                  |                  | |
| Clozapina               | +                | +++              | -                     | +++              | +++              | +                | - Asociado a agranulocitosis, requiere seguimiento estrecho con analítica sanguíneas durante el tratamiento - Se han descrito casos de aumento del riesgo de trombosis venosa |
| Iloperidona             | +                | ++               | +                     | +                | ++               | ++               | |
| Lurasidona              | ++               | ++               | +                     | -                | +++              | +                | |
| Olanzapina              | +                | ++               | +                     | ++               | +++              | +                | |
| Paliperidona            | +++              | +                | +++                   | -                | ++               | +                | |
| Pimavanserina           | +                | +                | -                     | ++               | +                | +                | |
| Quetiapina              | -                | +                | -                     | ++               | +++              | +                | |
| Risperidona             | +++              | +                | +++                   | +                | ++               | +                | |
| Sulpirida               | +                | +                | +++                   | -                | +                | +                | |
| Ziprasidona             | +                | +                | +                     | -                | -                | ++               | |

### Interacciones
Antipsicóticos típicos:
Pueden tener interacciones con fármacos que también se metabolizan por la misma vía, como por ejemplo antidepresivos o estabilizadores del ánimo que se suelen administrar en múltiples ocasiones junto con estos fármacos.
Antipsicóticos atípicos:
En general se recomienda ajustar dosis o aumentar la vigilancia en pacientes a los que se trate simultáneamente con dos antipsicóticos, especialmente con los agonistas parciales de la dopamina como Aripiprazol. Se recomienda que las dosis se reduzcan si se administra al mismo tiempo junto con un antifúngico.
Usos terapéuticos
No se conoce aún el fundamento molecular de la esquizofrenia y otros trastornos psicóticos, aunque las evidencias apuntan a un síndrome multifactorial, ya que dependen de otras causas ambientales como el estrés, el uso de drogas, factores sociales, laborales, etc. Al menos un gen ha sido asociado a la esquizofrenia en ciertas regiones del mundo, el gen que codifica a la neuregulina 1. Otros genes que se creen implicados en el desarrollo de la enfermedad serían DISC1 (disrupted- in- schizophrenia-1), RGS-4 ( regulator of G-protein signalin 4 ), DTNBP1 (dysbindin), ERBB4 ( tirosine- protein kinase receptor ERBB4 ). Los psiquiatras prescriben neurolépticos especialmente en cuadros clínicos de esquizofrenia, trastorno bipolar, paranoia, psicosis orgánicas y funcionales. Existen cuadros clínicos en los que están severamente contraindicados, tal es el caso de la demencia de cuerpos de Lewy (DCL).
Los neurolépticos o tranquilizantes mayores también tienen uso diseminado en medicina veterinaria como agentes tranquilizantes, sedantes o hipnóticos, según la dosis, pues disminuyen la excitabilidad nerviosa sin llegar al embotamiento de la conciencia ni generar somnolencia. Disminuye la acción motora y se reduce el umbral de convulsiones.
También la acepromazina posee efectos antieméticos. Otros neurolépticos son: aripiprazol, el haloperidol y la olanzapina, un reciente antimaníaco.
Población anciana:
En cuanto al uso de los neurolépticos en ancianos, los estudios demuestran que tienen un mayor número de efectos secundarios. Además de los efectos extrapiramidales ya conocidos, se ha descrito un aumento de accidentes cerebrovasculares, mayormente los tratados con Risperidona y Olanzapina y también un aumento de infecciones de vías respiratorias. No obstante, estos fármacos se pueden emplear en ancianos con esquizofrenia, o algún tipo de psicosis resistentes al resto de fármacos, empleándose de forma puntual y transitoria, retirándolos tras episodios agudos o disminuyendo dosis del neuroléptico. En cuanto el tratamiento del delirium, a pesar de los efectos secundarios, los fármacos de elección son los neurolépticos como el haloperidol ya que estos riesgos son menores que la prolongación del delirium, siempre que se administre la mínima dosis eficaz durante el menor tiempo posible.